# Hippolyte Boulenger

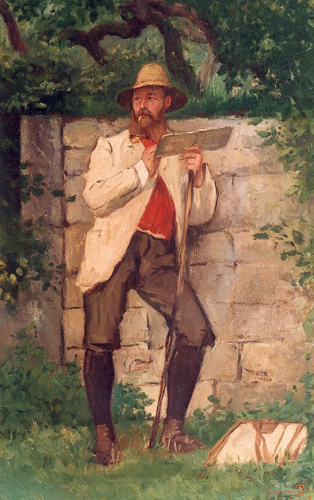
Guillaume Vogels - REtrato de Hyppolyte Boulenger

Hippolyte Emmanuel Boulenger (1837–1874) fue un paisajista belga influido por la Escuela francesa de Barbizon, considerado el "Corot" belga.

## Biografía

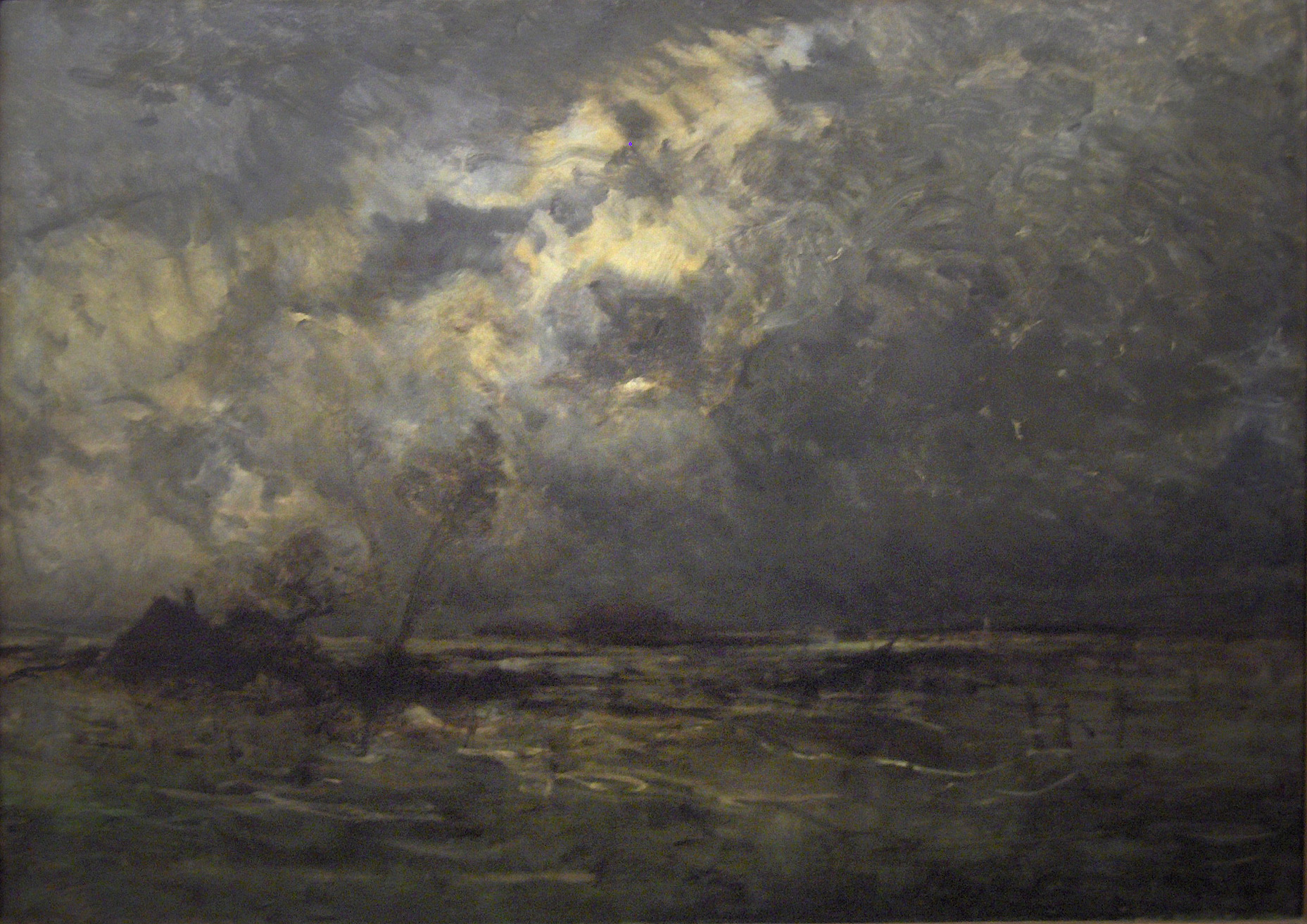
La Inundación

Hijo de padres franceses, Hippolyte Boulenger nació en Tournai en 1837. Ahí vivió durante su juventud y después se trasladó a París, donde estudió dibujo entre 1850 y 1853. En ese año se fue a Bruselas para trabajar, mientras que en las noches estudiaba en la Real Academia de Bellas Artes junto a Joseph Quinaux, paisajista.
Conoció al retratista Camile Van Camp en 1863, quien se convirtió en su mentor y mecenas. Él fue quien mostró su primera pintura en el Salón Bruselas el mismo año. Boulenger fue a Tervuren en 1864, y reunió a su alrededor a un grupo de pintores afines para conjuntarlos en la Escuela de Tervueren, una versión belga de la Escuela de Barbizon, de la cual él se convirtió en líder. Al mismo tiempo, su principal modelo fue Jean-Francois Millet, aunque sus últimos trabajos fueron más cercanos a Corot. Hacia 1866, ya era famoso en varios círculos de arte belga.
Contrajo matrimonio en 1868 y se trasladó a Zaventem, pero regresó a Tervuren en 1870. Estos fueron sus mejores y más fructíferos años, en los que realizó la pintura De oude Haagbeukdreef.Tervuren, la cual le mereció la Medalla de Oro del Salón de Bruselas en 1872. Durante este periodo viajó a Bélgica y al extranjero; pintó a lo largo del río Mosa. Fue suya la sugerencia de dejar dirigir la creación de la Sociedad Libre de Bellas Artes, con un círculo de jóvenes artistas belgas, que incluyó a Alfred Verwee, Felicien Rops y Constantin Meunier, junto a miembros honorarios del extranjero como Corot, Millet, Honoré Daumier, Gustave Courbet y Willem Maris.
Hacia 1869 comenzó a padecer epilepsia. Conjugado con el abuso del alcohol, esta enfermedad lo condujo hacia una muerte temprana en un hotel de Bruselas en 1874.

## Obras
- Josaphat Valle en Schaarbeek, 1868, Museo Real de Bellas artes, Amberes.
- Después de que la tormenta de anochecer, 1869, Museo de Bellas artes, Gante.
- La Inundación, 1871, Museos Reales de Bellas artes de Bélgica, Bruselas (este museo tiene una colección sustancial de trabajos por Boulenger, incluyendo la 1871 Masa de Santo-Hubert)[2]